# Thitinan Pongsudhirak

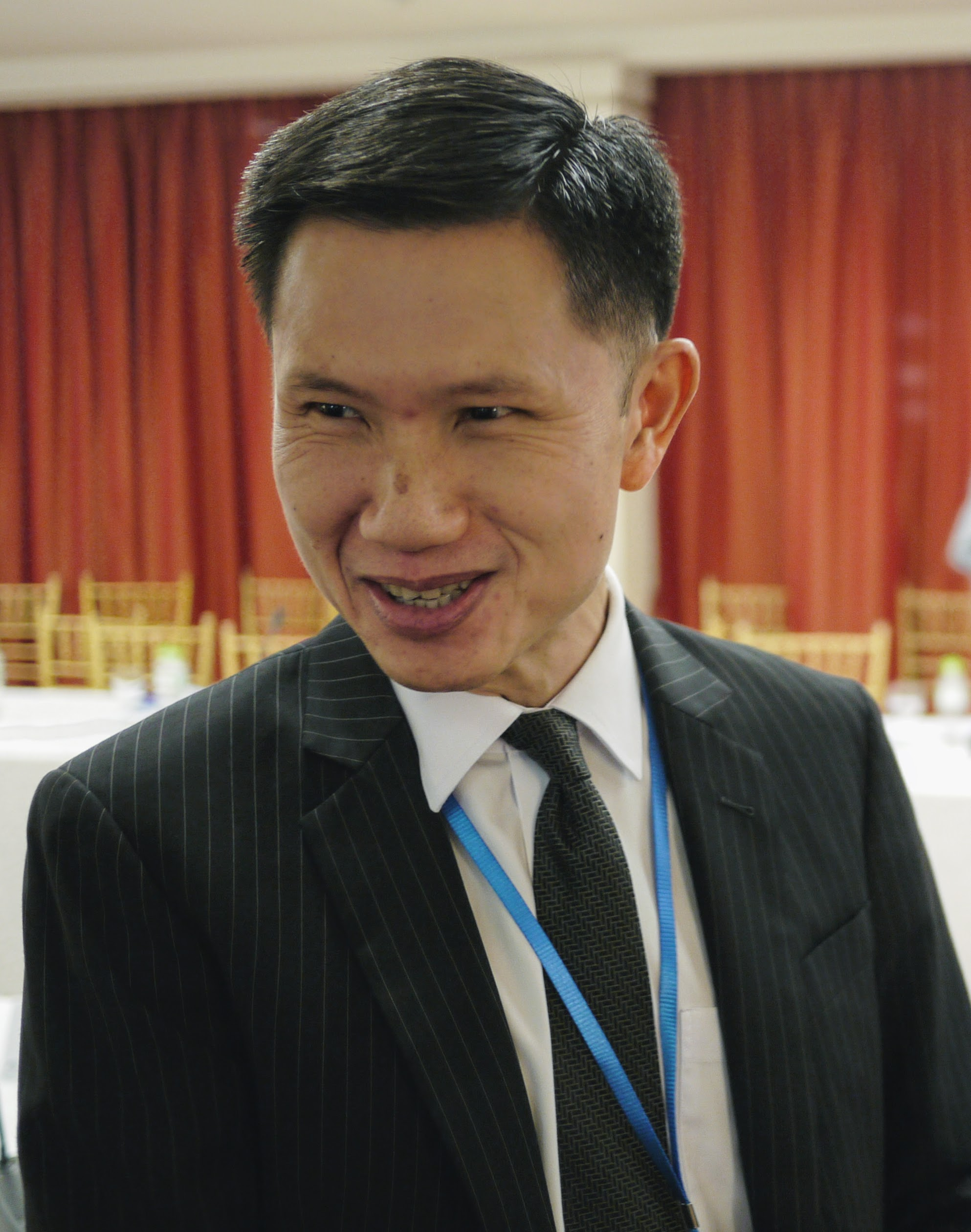
Thitinan Pongsudhirak

Thitinan Pongsudhirak(en tailandés: ฐิตินันท์ พงษ์สุทธิรักษ์) es un analista político y experto en Relaciones Internacionales tailandés, profesor en la Facultad de Ciencias Políticas de la Universidad de Chulalongkorn en Bangkok. También es Profesor Visitante en el Instituto de Estudios para el Sudeste Asiático en Singapur. 
Doctor en Relaciones Internacionales por el London School of Economics, Máster por la School of Advanced International Studies de la Universidad Johns Hopkins de Washington y Bachelor of Arts por la Universidad de California.